# Bohuslav Hubálek
Bohuslav Hubálek (24. ledna 1933 Praha – 23. srpna 2017 Praha) byl vězeň komunistického režimu, po sametové revoluci český a československý politik, poslanec České národní rady a Sněmovny lidu za Občanské fórum.

## Biografie
Pocházel z Prahy. V květnu 1945 se jako spojka a nosič zásob podílel na pražském povstání. Jeho rodiče měli až do roku 1949 obchod s malířskými potřebami v Dejvicích. V březnu 1949 byl po tři dny držen ve vazbě. Jeho otec Bohuslav Hubálek starší byl v červenci 1949 popraven jako jeden z členů protikomunistické odbojové skupiny Praha-Žatec, vedené Miloslavem Jebavým. Bohuslav Hubálek byl v prosinci 1949 podruhé držen ve vazbě a téhož roku vyloučen z gymnázia. V roce 1950 nastoupil jako dělník do punčochárny Elite Varnsdorf. V roce 1952 byl zatčen pro přechod hranic do Západního Berlína a odsouzen na pět let vězení. Propuštěn byl v roce 1955 (trest mu byl snížen v rámci prezidentské amnestie pro mladistvé). Opětovně nastoupil do podniku Elite. V roce 1956 byl ovšem odsouzen na rok a půl pro podporu maďarského povstání. Po propuštění roku 1958 pracoval jako převážeč cihel v cihelně ve Varnsdorfu. V roce 1968 zakládal ve Varnsdorfu pobočku Klubu angažovaných nestraníků. Vystudoval Střední průmyslovou školu elektrotechnickou v Praze, kde maturoval v roce 1968. Do roku 1976 pracoval v manuálních profesích, pak byl revizním technikem pro nízké napětí a hromosvody a elektroúdržbářem. Podle vlastních slov odmítl podepsat Chartu 77 kvůli komunistické minulosti některých jejích signatářů.
Po sametové revoluci se počátkem roku 1990 stal poslancem České národní rady v rámci procesu kooptace do ČNR jako bezpartijní poslanec, respektive poslanec za Občanské fórum. V ČNR setrval do voleb roku 1990. Ve volbách roku 1990 zasedl do Sněmovny lidu (volební obvod Praha) za OF. Po rozkladu Občanského fóra v roce 1991 přešel v květnu 1991 krátce do poslaneckého klubu Občanské demokratické aliance, pak po několika týdnech až do konce svého mandátu působil jako nezařazený poslanec. Ve Federálním shromáždění setrval do voleb roku 1992. V době dělení Občanského fóra se zúčastnil ustavujícího kongresu ODS v Olomouci, ale členem ODS se nestal pro nesouhlas s podílem bývalých komunistů na jejím vzniku. Ve Federálním shromáždění se podílel na přijetí Zákona č. 480/1991 Sb. ze dne 13. listopadu 1991 o době nesvobody (pracovně podle jeho vzpomínek nazývaného lex Hubálek).
V únoru 1992 mu Josef Lux, tehdejší předseda KDU-ČSL nabídl místo v čele kandidátní listiny pro Středočeský kraj (nestraník za KDU-ČSL). Ve volbách neuspěl. V 90. letech působil mimo aktivní politiku, ale připomínkoval zákony a v roce 1994 byl ředitelem Střediska pro dokumentaci protiprávnosti komunistického režimu při českém ministerstvu spravedlnosti, pak odešel do penze. Od roku 2000 vydává internetový magazín DOKLAD. Je rozvedený, má dceru a syna.

### Trestní oznámení na Jana Šinágla
V dubnu 2011 podal trestní oznámení na aktivistu Jana Šinágla (zpěvačka Helena Vondráčková s manželem Martinem Michalem podali obdobné oznámení v listopadu 2011). V trestním oznámení vinil Jana Šinágla z trestného činu dle § 405 Popírání, zpochybňování, schvalování a ospravedlňování genocidia. B. Hubálek napadl některé pasáže Šináglova článku, v nichž bylo citací z blogu Tomáše Peciny uvedeno, že „Protektorát byl zkrátka takovým malým rájem na zemi“, „počet obětí jeho vlády je jen zlomkem obětí poválečné genocidy a se způsobem, jak v 50. letech vládli komunisté, se nedá vůbec srovnat“ a na závěr konstatoval „Táži se, neměl by být také Heydrich vyznamenán zákonem o zásluhách, anebo neměla by se minimálně v místě atentátu pořádat pietní shromáždění přinejmenším stejně početná, jaké se letos sešlo u hrobu zločince a masového vraha Klementa Gottwalda“? Zbyněk Petráček napsal 14. 7. 2012 v Lidových novinách: „Když Jan Šinágl napsal, že komunistický režim v 50. letech byl horší než vláda nacistů před atentátem na Heydricha, je to jeho interpretace a má na ni právo. Tím nepopíral zločiny hnědé ani rudé, pouze je stavěl do nezvyklého pořadí.“ Policie začala případ šetřit v r. 2012. Trestní stíhání proti Janu Šináglovi bylo Krajským soudem v Praze 25. 4. 2013 pravomocně zastaveno.